# Gerhard Titze
Gerhard Titze (* 1890; † 1957) war ein deutscher Politiker (SPD), Oberbürgermeister der Stadt Regensburg und Präsident des Landgerichts Regensburg.

## Leben
Titze studierte Rechtswissenschaften und promovierte. Er wurde während des Studiums Mitglied der SPD. In den Jahren 1927 und 1928 war er beauftragter Landrat in Gerdauen. Von 1928 bis 1932 war er zuerst kommissarisch, dann ordentlicher Polizeipräsident von Königsberg (Preußen). Ab 1932 arbeitete er als Rechtsanwalt.
Titze wurde nach dem Jahr 1933 aufgrund von Konflikten mit den Nationalsozialisten während seiner Amtszeit als Polizeipräsident inhaftiert. Nach dem Zweiten Weltkrieg setzte die amerikanische Militärregierung ihn im Jahr 1945 als Oberbürgermeister der Stadt Regensburg ein.
In seiner kurzen Amtszeit sah Titze sich heftiger Kritik ausgesetzt. Nach der Entlassung des Leiters der Stadtverwaltung Hans Herrmann durch die Militärregierung im August 1945 stieg der Unmut katholisch-konservativer Kreise, die sich durch den Protestanten Titze nicht ausreichend vertreten sahen. Auch die Zusammensetzung des Städtischen Beirats, einem vom Oberbürgermeister berufenen Vorläufergremium des späteren Stadtrates, sorgte für Konflikte. Im März 1946 gab die Militärregierung dem allgemeinen Unmut nach, ernannte Titze zum Präsidenten des Landgerichts und berief Alfons Heiß zum neuen Oberbürgermeister.